# Armée rouge de la Ruhr

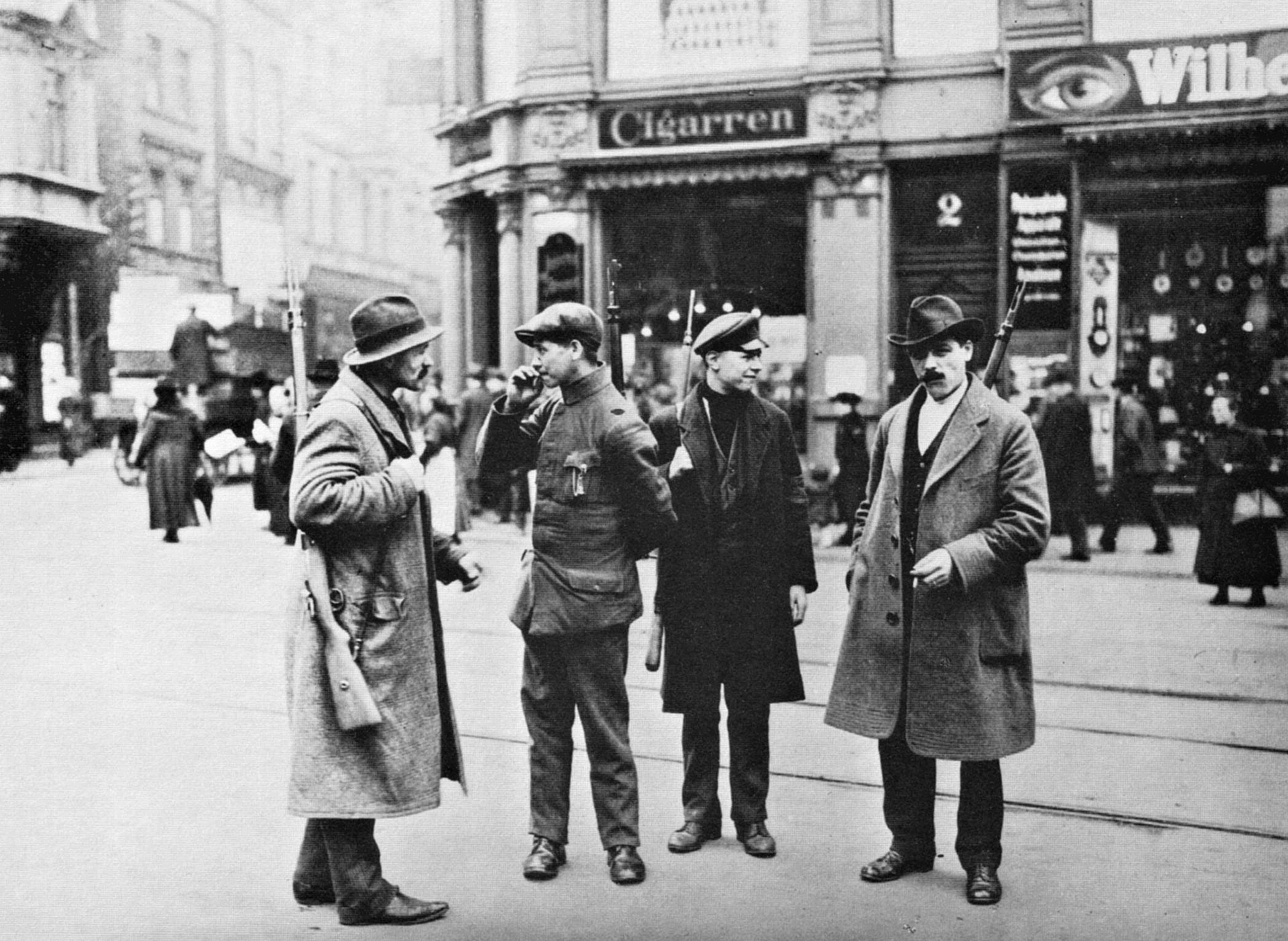
Membres de l'Armée rouge de la Ruhr à Dortmund en 1920.

L’Armée rouge de la Ruhr (en allemand : Rote Ruhrarmee) était une faction armée communiste active dans la région industrielle de la Ruhr en 1920. Fondée par des ouvriers en réaction au putsch de Kapp, elle comprenait au total entre 50 000 et 80 000 membres, vétérans pour nombre d'entre eux de la Première Guerre mondiale et issus principalement du Parti communiste d'Allemagne (KPD). Elle disposait d'un fort soutien de la part des classes populaires, notamment à Düsseldorf, Elberfeld et Essen et était dirigé par Max Hoelz (surnommé "le général rouge de la ruhr"). 
Elle joua un rôle prédominant lors du soulèvement de la Ruhr : après l'échec des négociations avec les grévistes, la Reichswehr et les paramilitaires du Freikorps Lichtschlag sont envoyés afin de réprimer l'insurrection ouvrière. L'Armée rouge de la Ruhr est rapidement défaite et dissoute. Le 12 avril, le général von Watter interdit à ses troupes tout débordement contre les civils.